# Grand Prix automobile d'Australie 1995
GP précédent GP suivant
Le Grand Prix automobile d'Australie 1995 (EDS Australian Grand Prix), disputé sur le Circuit urbain d'Adélaïde en Australie le 12 novembre 1995, est la onzième édition du Grand Prix, le 581e Grand Prix de Formule 1 couru depuis 1950 et la dix-septième et dernière manche du championnat 1995.

## Résultats des qualifications
| Pos. | No | Pilote                | Écurie             | Temps Q1        | Temps Q2       | Écart      |
| ---- | -- | --------------------- | ------------------ | --------------- | -------------- | ---------- |
| 1    | 5  | Damon Hill            | Williams-Renault   | 1 min 15 s 505  | 1 min 15 s 988 |            |
| 2    | 6  | David Coulthard       | Williams-Renault   | 1 min 15 s 628  | 1 min 15 s 792 | + 0 s 123  |
| 3    | 1  | Michael Schumacher    | Benetton-Renault   | 1 min 16 s 039  | 1 min 15 s 839 | + 0 s 334  |
| 4    | 28 | Gerhard Berger        | Ferrari            | 1 min 15 s 932  | 1 min 16 s 994 | + 0 s 427  |
| 5    | 27 | Jean Alesi            | Ferrari            | 15 min 52 s 653 | 1 min 16 s 305 | + 0 s 800  |
| 6    | 30 | Heinz-Harald Frentzen | Sauber-Ford        | 1 min 16 s 837  | 1 min 16 s 647 | + 1 s 142  |
| 7    | 14 | Rubens Barrichello    | Jordan-Peugeot     | 1 min 16 s 725  | 1 min 16 s 971 | + 1 s 220  |
| 8    | 2  | Johnny Herbert        | Benetton-Renault   | 1 min 17 s 289  | 1 min 16 s 950 | + 1 s 445  |
| 9    | 15 | Eddie Irvine          | Jordan-Peugeot     | 1 min 17 s 197  | 1 min 17 s 116 | + 1 s 611  |
| 10   | 7  | Mark Blundell         | McLaren-Mercedes   | 1 min 17 s 348  | 1 min 17 s 721 | + 1 s 843  |
| 11   | 25 | Martin Brundle        | Ligier-Mugen-Honda | 1 min 17 s 788  | 1 min 17 s 624 | + 2 s 119  |
| 12   | 26 | Olivier Panis         | Ligier-Mugen-Honda | 1 min 18 s 033  | 1 min 18 s 065 | + 2 s 528  |
| 13   | 9  | Gianni Morbidelli     | Footwork-Hart      | 1 min 18 s 814  | 1 min 18 s 391 | + 2 s 886  |
| 14   | 4  | Mika Salo             | Tyrrell-Yamaha     | 1 min 18 s 604  | 1 min 19 s 083 | + 3 s 099  |
| 15   | 24 | Luca Badoer           | Minardi-Ford       | 1 min 19 s 285  | 1 min 18 s 810 | + 3 s 305  |
| 16   | 3  | Ukyo Katayama         | Tyrrell-Yamaha     | 1 min 18 s 828  | 1 min 19 s 114 | + 3 s 323  |
| 17   | 23 | Pedro Lamy            | Minardi-Ford       | 1 min 18 s 875  | 1 min 19 s 114 | + 3 s 370  |
| 18   | 29 | Karl Wendlinger       | Sauber-Ford        | 1 min 19 s 561  | Pas de temps   | + 4 s 056  |
| 19   | 10 | Taki Inoue            | Footwork-Hart      | 1 min 19 s 764  | 1 min 19 s 677 | + 4 s 172  |
| 20   | 22 | Roberto Moreno        | Forti-Ford         | 1 min 21 s 419  | 1 min 20 s 657 | + 5 s 152  |
| 21   | 21 | Pedro Diniz           | Forti-Ford         | 1 min 22 s 154  | 1 min 20 s 878 | + 5 s 373  |
| 22   | 17 | Andrea Montermini     | Pacific-Ford       | 1 min 21 s 659  | 1 min 21 s 870 | + 6 s 154  |
| 23   | 16 | Bertrand Gachot       | Pacific-Ford       | 1 min 22 s 881  | 1 min 21 s 998 | + 6 s 493  |
| 24   | 8  | Mika Häkkinen         | McLaren-Mercedes   | 1 min 37 s 998  | Pas de temps   | + 22 s 483 |

## Classement de la course
| Pos. | No | Pilote                | Écurie             | Tours | Temps/Abandon                      | Grille | Points |
| ---- | -- | --------------------- | ------------------ | ----- | ---------------------------------- | ------ | ------ |
| 1    | 5  | Damon Hill            | Williams-Renault   | 81    | 1 h 49 min 15 s 946 (168,130 km/h) | 1      | 10     |
| 2    | 26 | Olivier Panis         | Ligier-Mugen-Honda | 79    | + 2 tours                          | 12     | 6      |
| 3    | 9  | Gianni Morbidelli     | Footwork-Hart      | 79    | + 2 tours                          | 13     | 4      |
| 4    | 7  | Mark Blundell         | McLaren-Mercedes   | 79    | + 2 tours                          | 10     | 3      |
| 5    | 4  | Mika Salo             | Tyrrell-Yamaha     | 78    | + 3 tours                          | 14     | 2      |
| 6    | 23 | Pedro Lamy            | Minardi-Ford       | 78    | + 3 tours                          | 17     | 1      |
| 7    | 21 | Pedro Diniz           | Forti-Ford         | 77    | + 4 tours                          | 21     |        |
| 8    | 16 | Bertrand Gachot       | Pacific-Ford       | 76    | + 5 tours                          | 23     |        |
| Abd. | 3  | Ukyo Katayama         | Tyrrell-Yamaha     | 70    | Moteur                             | 16     |        |
| Abd. | 2  | Johnny Herbert        | Benetton-Renault   | 69    | Transmission                       | 8      |        |
| Abd. | 15 | Eddie Irvine          | Jordan-Peugeot     | 62    | Moteur                             | 9      |        |
| Abd. | 30 | Heinz-Harald Frentzen | Sauber-Ford        | 39    | Boîte de vitesses                  | 6      |        |
| Abd. | 28 | Gerhard Berger        | Ferrari            | 34    | Moteur                             | 4      |        |
| Abd. | 25 | Martin Brundle        | Ligier-Mugen-Honda | 29    | Sortie de piste                    | 11     |        |
| Abd. | 1  | Michael Schumacher    | Benetton-Renault   | 25    | Accident                           | 3      |        |
| Abd. | 27 | Jean Alesi            | Ferrari            | 23    | Accident                           | 5      |        |
| Abd. | 22 | Roberto Moreno        | Forti-Ford         | 21    | Accident                           | 20     |        |
| Abd. | 14 | Rubens Barrichello    | Jordan-Peugeot     | 20    | Accident                           | 7      |        |
| Abd. | 6  | David Coulthard       | Williams-Renault   | 19    | Accident                           | 2      |        |
| Abd. | 10 | Taki Inoue            | Footwork-Hart      | 15    | Accident                           | 19     |        |
| Abd. | 29 | Karl Wendlinger       | Sauber-Ford        | 8     | Problème physique                  | 18     |        |
| Abd. | 17 | Andrea Montermini     | Pacific-Ford       | 2     | Boîte de vitesses                  | 22     |        |
| Np.  | 24 | Luca Badoer           | Minardi-Ford       |       | Panne électrique                   | 15     |        |
| Np.  | 8  | Mika Häkkinen         | McLaren-Mercedes   |       | Accident                           |        |        |

## Tours en tête
- David Coulthard : 19 tours (1-19)
- Michael Schumacher : 2 tours (20-21)
- Damon Hill : 60 tours (22-81)

## Pole position et record du tour
- Pole position :  Damon Hill en 1 min 15 s 505 (vitesse moyenne : 180,226 km/h).
- Meilleur tour en course :  Damon Hill en 1 min 17 s 943 au 51e tour (vitesse moyenne : 174,589 km/h).

## Statistiques
- 13e victoire pour Damon Hill.
- 83e victoire pour Williams en tant que constructeur.
- 74e victoire pour Renault en tant que motoriste.
- 30e podium pour Damon Hill.
- 3e hat-trick pour Damon Hill.
- 1er et unique podium pour Gianni Morbidelli.
- 41e et dernier Grand Prix pour Karl Wendlinger.
- 42e et dernier Grand Prix pour Roberto Moreno.
- 47e et dernier Grand Prix pour Bertrand Gachot.
- 61e et dernier Grand Prix pour Mark Blundell.
- 22e et dernier Grand Prix pour l'écurie Pacific Racing.

## Classements généraux à l'issue de la course
- Note : Benetton et Williams ont été disqualifiés lors du Grand Prix inaugural du Brésil pour utilisation de carburant non conforme à la réglementation de la Formule 1[3]. L'échantillon d'essence prélevé à l'issue de la course ne correspondait pas aux spécifications de l'échantillon témoin fourni à la FIA[4]. Les écuries ont fait appel de cette décision, ce qui a conduit à une annulation de la sanction concernant les pilotes qui ont conservé leurs points, mais un maintien de la pénalité pour les écuries. Benetton a ainsi perdu les 10 points de la victoire de Michael Schumacher et Williams les 6 points de la seconde place de David Coulthard, d'où une différence entre les points obtenus par ces écuries et les totaux des résultats de leurs pilotes[5],[6].

| Pos.     | Pilote                   | Écurie             | Points |
| -------- | ------------------------ | ------------------ | ------ |
| Champion | Michael Schumacher       | Benetton-Renault   | 102    |
| 2        | Damon Hill               | Williams-Renault   | 69     |
| 3        | David Coulthard          | Williams-Renault   | 49     |
| 4        | Johnny Herbert           | Benetton-Renault   | 45     |
| 5        | Jean Alesi               | Ferrari            | 42     |
| 6        | Gerhard Berger           | Ferrari            | 31     |
| 7        | Mika Häkkinen            | McLaren-Mercedes   | 17     |
| 8        | Olivier Panis            | Ligier-Mugen-Honda | 16     |
| 9        | Heinz-Harald Frentzen    | Sauber-Ford        | 15     |
| 10       | Mark Blundell            | McLaren-Mercedes   | 13     |
| 11       | Rubens Barrichello       | Jordan-Peugeot     | 11     |
| 12       | Eddie Irvine             | Jordan-Peugeot     | 10     |
| 13       | Martin Brundle           | Ligier-Mugen-Honda | 7      |
| 14       | Gianni Morbidelli        | Arrows-Hart        | 5      |
| 15       | Mika Salo                | Tyrrell-Yamaha     | 5      |
| 16       | Jean-Christophe Boullion | Sauber-Ford        | 3      |
| 17       | Aguri Suzuki             | Ligier-Mugen-Honda | 1      |
| 18       | Pedro Lamy               | Minardi-Ford       | 1      |

| Pos.     | Écurie             | Points |
| -------- | ------------------ | ------ |
| Champion | Benetton-Renault   | 137    |
| 2        | Williams-Renault   | 112    |
| 3        | Ferrari            | 73     |
| 4        | McLaren-Mercedes   | 30     |
| 5        | Ligier-Mugen-Honda | 24     |
| 6        | Jordan-Peugeot     | 21     |
| 7        | Sauber-Ford        | 18     |
| 8        | Arrows-Hart        | 5      |
| 9        | Tyrrell-Yamaha     | 5      |
| 10       | Minardi-Ford       | 1      |